# Striginiana strigina
Striginiana strigina is een vlinder uit de familie Eupterotidae. De wetenschappelijke naam van deze soort is voor het eerst geldig gepubliceerd in 1849 door Westwood.
De soort komt voor in tropisch Afrika.